# Espíritu del 12 de febrero

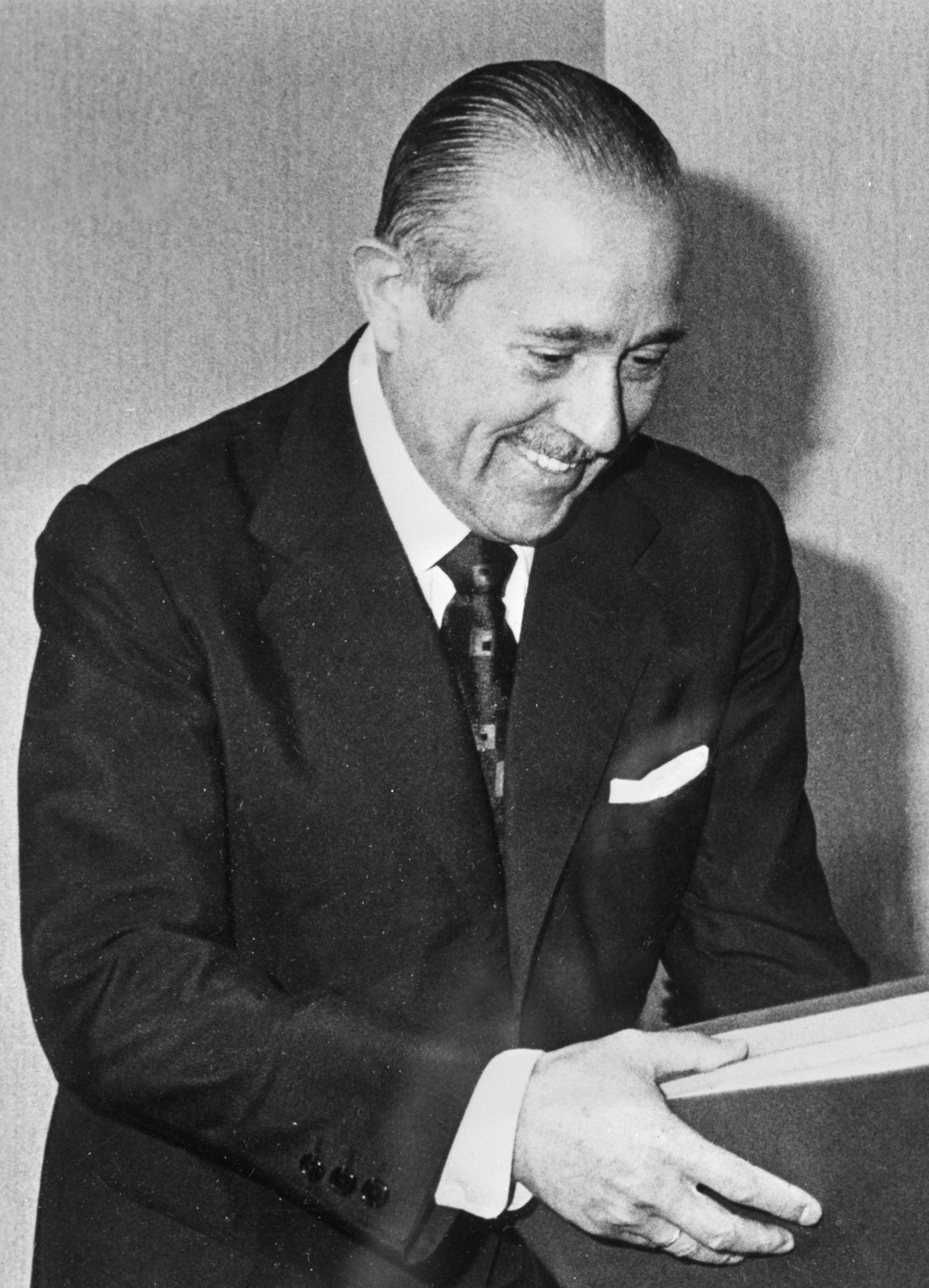
Carlos Arias Navarro, presidente del último gobierno del franquismo.

El Espíritu del 12 de febrero fue el programa político del gobierno de Carlos Arias Navarro, presidente del último gobierno de Francisco Franco en España. El nombre proviene de la fecha de 1974 en la que Arias Navarro lo presentó ante las Cortes franquistas, cuyo punto más importante fue el del asociacionismo político «dentro» del Movimiento Nacional, que se debería concretar posteriormente. 
Hechos posteriores, como la Revolución de los claveles de Portugal (abril de 1974), hicieron que Arias Navarro diera marcha atrás en su programa «aperturista». De hecho el Estatuto de Asociaciones Políticas finalmente aprobado fue tan restrictivo que ni siquiera los franquistas reformistas se acogieron a él.

## Historia

### El nuevo gobierno de Arias
Por influencia de su entorno familiar, Franco nombró en enero de 1974 a Carlos Arias Navarro presidente del Gobierno, lo que supuso que los «tecnócratas» del Opus Dei quedaran definitivamente excluidos. Según Jorge de Esteban y Luis López Guerra cuando fueron apartados del poder «era ya evidente que el modelo tecnocrático de pseudomordernización parcial no conducía a ninguna parte... El hecho es que se quería el desarrollo económico, pero no sus consecuencias sociales y políticas».
Para formar su gobierno Arias recurrió a las «familias» del régimen, intentando guardar un cierto equilibrio entre «inmovilistas» y «reformistas» (entre estos últimos se encontraban Pío Cabanillas y Antonio Barrera de Irimo al frente de los ministerios de Información y Turismo y de Hacienda, respectivamente; entre los primeros, los «ultras» José Utrera Molina y Francisco Ruiz Jarabo, ministro-secretario general del Movimiento y ministro de Justicia, respectivamente). Los sectores civiles y militares involucionistas, encabezados por el presidente de las Cortes franquistas Alejandro Rodríguez de Valcárcel, presionaron a Arias Navarro para que nombrara vicepresidente del Gobierno al camisa vieja y exministro José Antonio Girón de Velasco, pero Arias Navarro se negó (al parecer Franco llegó a considerar la posibilidad de nombrar a Girón presidente del gobierno). Por otro lado Franco establecería una estrecha relación («paternal», según Paul Preston) con el ministro «ultra» Utrera Molina. En enero de 1974, cuando Utrera le dijo que tenía la intención de emprender el rearme ideológico del Movimiento, Franco le respondió: «En muchas ocasiones hemos incurrido en el error de haber bajado la guardia».

### «El espíritu del 12 de febrero»
Arias Navarro, que carecía de proyecto político propio, pareció que se alejaba de las posiciones «inmovilistas» cuando pronunció el discurso de presentación del nuevo gobierno ante las Cortes franquistas el 12 de febrero de 1974, ya que en él hizo ciertas promesas «aperturistas» —asociaciones políticas «dentro» del Movimiento, elección «orgánica» de los alcaldes y presidentes de las diputaciones provinciales, reconocimiento legal de los conflictos laborales—. Arias Navarro habló de proseguir la «continuidad perfectiva» del régimen, procurando el «ensanchamiento de los cauces de participación» y buscando «nuevas fórmulas para dar proyección política al pluralismo real de nuestra sociedad». Y por primera vez en la historia del franquismo la «Cruzada» era calificada como «guerra civil», aunque también se decía que «la legitimidad del 18 de julio no es susceptible de reinterpretación ni de debate». Según Paul Preston, el discurso fue escrito por dos miembros del grupo «reformista» Tácito, Gabriel Cisneros y Luis Jáudenes, por encargo de su superior, el ministro «aperturista» de la Presidencia Antonio Carro, quien por otro lado había situado a otros miembros del grupo como subsecretarios en diferentes ministerios. Según Luis Suárez Fernández, el texto fue elaborado por Antonio Carro y por Pío Cabanillas y redactado finalmente por Cisneros.
Además, gracias a la política del ministro de Información y Turismo Pío Cabanillas —un hombre próximo a Manuel Fraga Iribarne, cuya presencia en el gobierno fue vetada por el general Franco— la prensa gozó de un mayor margen de crítica, y la oposición «moderada» fue «tolerada» (los demócrata-cristianos Joaquín Ruiz Giménez y Fernando Álvarez de Miranda; los liberales Joaquín Satrústegui y Joaquín Garrigues Walker; el socialdemócrata Dionisio Ridruejo; o los socialistas Enrique Tierno Galván y Felipe González). «Fueron momentos de gran difusión e influencia de revistas de opinión claramente democráticas, como Cambio 16 o Triunfo, y de diarios como Ya, Informaciones, Tele/eXprés o Diario de Barcelona». Por otro lado, Pío Cabanillas fue criticado por los «ultras» por haberse fotografiado llevando una barretina en la mano durante una visita a Barcelona, ciudad a donde había viajado para pronunciar dos discursos en los que defendió la «apertura» del régimen, lo que le valió un editorial muy crítico del diario oficial del Movimiento Arriba.
Así pues, para sorpresa de prácticamente toda la clase política, la primera declaración del nuevo gobierno sobre la política que había que seguir fue relativamente «liberal». Su celebrado discurso del 12 de febrero de 1974 parecía echar las bases para una apertura controlada, al hablar de una participación política más amplia para todos los españoles, aunque dentro de los límites del Movimiento Nacional. Se preveía la elección, frente al nombramiento gubernamental, de los alcaldes y altos funcionarios locales. El número de diputados electos en las Cortes sería incrementado de un 17 a un 35 por 100. El Sindicato Vertical sería dotado de un mayor poder de concertación. Se prometió la creación de asociaciones políticas, pero no de partidos políticos. Se trató de la declaración más «liberal» nunca efectuada por un ministro de Franco.[cita requerida]

## Los límites del aperturismo

### Caso Añoveros
A finales del mes de febrero el obispo de Bilbao, monseñor Antonio Añoveros, fue conminado a marcharse de España por haber suscrito una homilía a favor de la «justa libertad» del pueblo vasco y de un sistema político que fuese respetuoso con su «identidad específica». El gobierno consideró la pastoral un «grave atentado a la unidad nacional». El cardenal Tarancón, máxima autoridad de la Iglesia Católica en España, y la Conferencia Episcopal salieron en defensa de monseñor Añoveros y negaron el derecho del gobierno a expulsar a un obispo, amenazando con la excomunión al que dictara la orden. El papa Pablo VI respaldó a Tarancón y a Añoveros y al final tuvo que intervenir el propio Generalísimo Francisco Franco para ordenar a Arias Navarro que diera marcha atrás. Finalmente el acuerdo que se alcanzó entre el gobierno y el Vaticano, representado por monseñor Angelo Acerbi que se trasladó a Madrid, fue la concesión de un permiso especial de vacaciones al obispo de Bilbao sin que este renegara del contenido de la homilía. Arias Navarro tuvo que «conformarse con una solución a medias».
«El incidente fue interpretado como una derrota política del gobierno que se había visto obligado a ceder ante la férrea posición de la Iglesia y de la Santa Sede», señala Borja de Riquer. «Estuvo a punto de originar la ruptura entre el Vaticano y el Régimen español... Pero, en cualquier caso,... se detecta bajo la superficie una conflictividad insalvable entre Iglesia y Régimen», subrayaron Jorge de Esteban y Luis López Guerra poco tiempo después de lo ocurrido. Que el gobierno había caído en el «ridículo», como escribió en sus memorias el «tecnócrata» Laureano López Rodó, o había dado «un paso en falso» y no había superado «la prueba de fuerza», como escribió el «reformista» Manuel Fraga Iribarne, lo probaría que tres ministros estuvieron a punto de dimitir.

### Caso Puig Antich

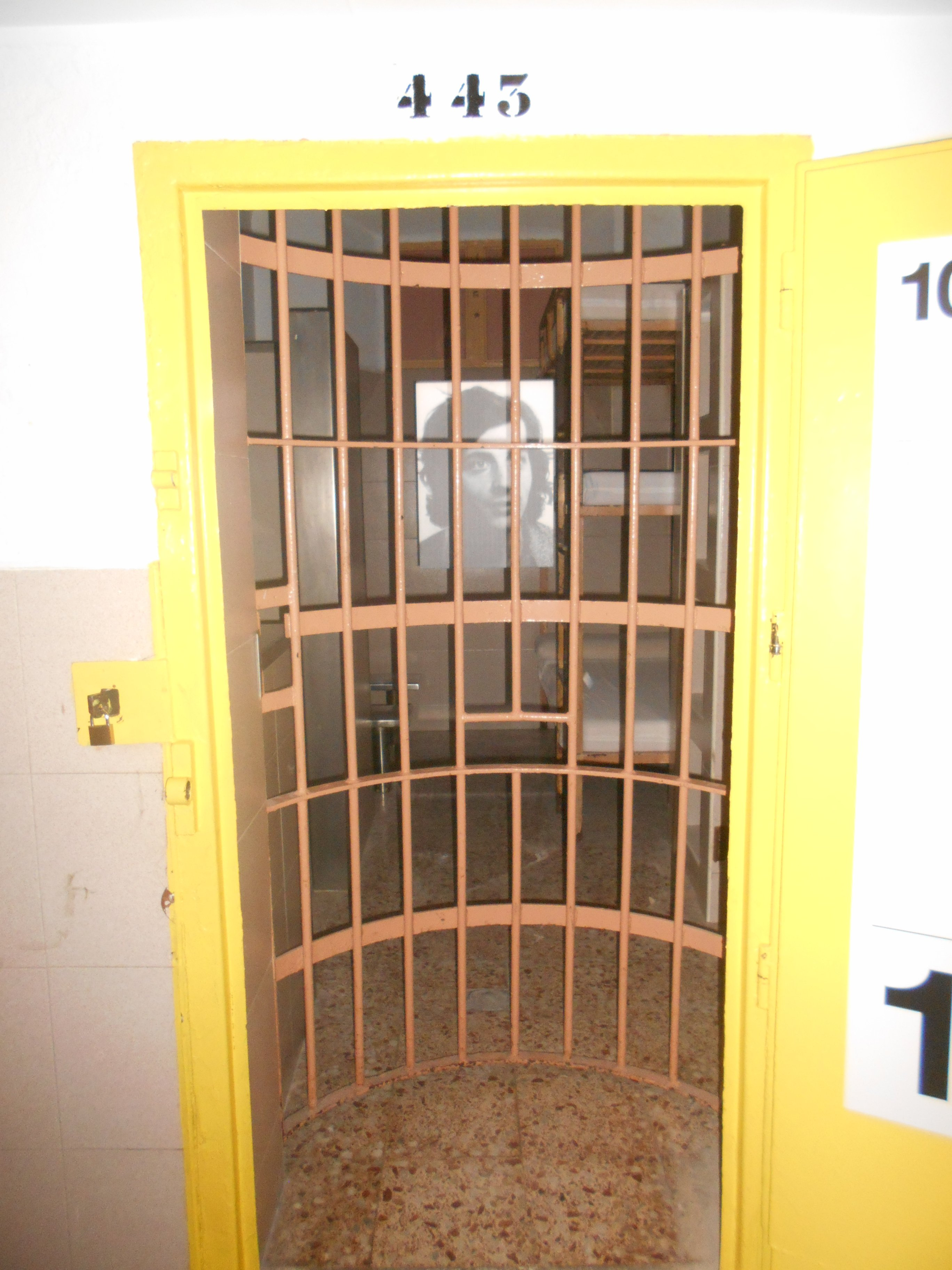
Celda de la Cárcel Modelo de Barcelona donde estuvo preso Salvador Puig Antich antes de ser ejecutado a garrote vil.

El 2 de marzo, solo unos días después del inicio del «caso Añoveros», el anarquista catalán Salvador Puig Antich, condenado a la pena capital en un consejo de guerra por haber causado la muerte de un policía, era ejecutado a garrote vil (junto con el polaco Heinz Chez acusado de haber matado a un guardia civil), a pesar de las manifestaciones de protesta duramente reprimidas por la policía y de las peticiones de clemencia procedentes de todo el mundo (incluido el papa Pablo VI). En las semanas anteriores los sectores «ultras» habían presionado al Gobierno para que no conmutara la pena, además de responsabilizarlo del fortalecimiento de la oposición antifranquista y de los desórdenes públicos que se habían producido. Desde 1966 no se había aplicado en España la pena de muerte. Las protestas internacionales por el caso de Puig Antich recordaban las motivadas por el «proceso de Burgos» (1970) y por el juicio y ejecución de Julián Grimau (1963).

## La ofensiva del «búnker» y la rectificación de Arias Navarro
El anacronismo y la soledad del franquismo se hicieron patentes cuando el 25 de abril de 1974 triunfó en Portugal un golpe militar que puso fin a la dictadura salazarista, la más antigua de Europa (y tres meses más tarde caía la dictadura de los Coroneles de Grecia). «Las dictaduras personalizadas parecían no sobrevivir a sus fundadores» (Oliveira Salazar había muerto en 1970). Una de las primeras medidas que tomó el Gobierno fue ordenar el secuestro del número extraordinario de la revista Cuadernos para el Diálogo dedicado a lo que acababa de suceder en Portugal (el titular de la portada decía: «Portugal, el fin de una dictadura»). Por su parte los «ultras» franquistas enseguida advirtieron de que lo que acababa de pasar en Portugal no pasaría nunca en España y denunciaron a los «falsos liberales infiltrados» en el Estado y atacaron el «aperturismo» de la prensa y el proyecto de ley de asociaciones del Movimiento.
El 28 de abril, el exministro falangista José Antonio Girón, el miembro más destacado del «Búnker», publicó una airada arremetida contra Pío Cabanillas -responsable de la relajación de la censura- y contra el otro miembro del gobierno relativamente «liberal», Barrera de Irimo. El Gironazo, publicado en Arriba, fue acompañado de denuncias virulentas del Gobierno por parte de Blas Piñar, líder de Fuerza Nueva. La ofensiva verbal fue acompañada asimismo por una serie de triunfos tangibles. El 13 de junio, el jefe del Estado Mayor, el general «liberal» Díez Alegría, fue destituido como castigo tras una visita a Rumanía.
En el discurso pronunciado el 15 de junio de 1974 en Barcelona, cuando Arias anunciaba su plan para la asociaciones políticas, simultáneamente declaró que éstas no deberían alterar el papel del Movimiento ni el espíritu del régimen. A juicio de José Utrera Molina, Ministro-Secretario general del Movimiento en 1974, el discurso de Barcelona «representó una rectificación de sus posiciones anteriores. Tengo la impresión de que aquel giro, aquel cambio, se debió al consejo del Jefe del Estado [Franco], que en ningún momento revistió, a mi juicio, caracteres de imposición». Según Pío Cabanillas Gallas, Ministro de Información y Turismo, «desde ese instante ya no hay política de apertura».